# Testamentul lui Solomon
Testamentul lui Solomon este o lucrare cu autor necunoscut, dar care este atribuită regelui Solomon. Este o carte apocrifă a Vechiului Testament. Testamentul lui Solomon descrie modul în care regele evreu a construit Templul său cu ajutorul demonilor, controlați prin intermediul unui inel magic care i-a fost dat de către Arhanghelul Mihail.

## Istoria

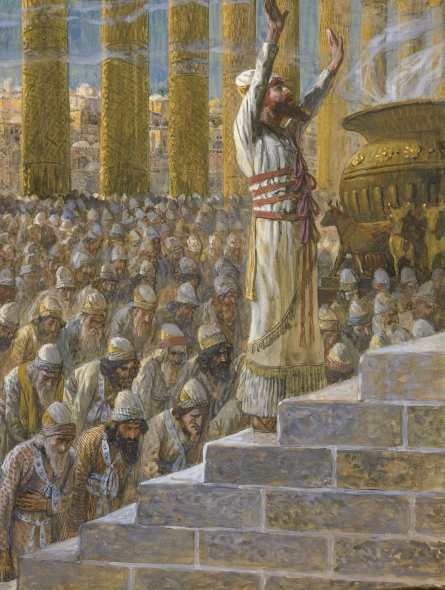
Solomon în faţa Templului din Ierusalim, de James Jacques Joseph Tissot, Muzeul Evreiesc, New York

În ciuda pretențiilor textului de a fi prima relatare despre construcția Regelui Solomon a Templului din Ierusalim, aparițiile inițiale ale scrierii datează undeva între secolele I si al V-lea d.Hr., la peste o mie de ani după moartea lui Solomon și de la terminarea templului. Autorul real sau autorii textului rămân necunoscuți. Textul a fost scris inițial în limba greacă și conține numeroase teme teologice și magice de la creștinism și iudaism la mitologia greacă și astrologie ceea ce duce la ideea că autorul ar fi un scriitor creștin cu influențe elene.

## Conținut
Textul este scris ca un manual de auto-ajutor împotriva activităților demonice.
Când un demon numit Ornias hărțuiește un tânăr băiat (care se bucura de favorurile lui Solomon) furându-i jumătatea sa de plată și îi ia toată vitalitatea sa printr-un deget, Solomon se roagă în templu și primește de la Arhanghelul Mihail un inel cu sigiliul lui Dumnezeu (în formă de pentagramă cu numele lui Dumnezeu înscris în interior), care îi va permite să comande demonii (numit și Sigiliul lui Solomon). După ce Ornias este sub controlul regelui, acesta îi poruncește să inelul și similar să imprime pe el prințul demonilor, numit Beelzeboul/Beelzebul. Beelzebul ajunge astfel sub comanda lui Solomon, care are acum o întreaga rasă de demoni care să-l ajute să construiască templul. Beelzebul îi dezvăluie că el a fost cu mult timp în urmă cel mai mare înger din Rai.

## Teme iudeo-creștine
Apariția Arhanghelului Mihail este primul exemplu de temă iudeo-creștină din conținutul textului. 

## Mitologia greacă
Testament lui Solomon, alături de temele sale iudeo-creștine, conține și elemente grecești și alte influențe mitologice în lucrările sale. Cea mai evidentă influență greacă se referă la întâlnirea lui Solomon cu cei șapte demoni care sunt surori. Ei se autoinvită la rege și își descriu locurile lor de origine, ca fiind printre stele și pe Muntele Olimp. Cele șapte surori reprezintă Pleiadele din mitologia greacă, precum și relația lor astrologică.  

## Demoni
Mulți dintre demonii întâlniți de Solomon sunt din tradițiile grecilor, evreilor, creștinilor, arabilor și altele.